# Grotte de Lombrives
La grotte de Lombrives est une grotte dont l'entrée principale est située sur le territoire de la commune d'Ussat, à trois kilomètres au sud de Tarascon-sur-Ariège dans le département de l'Ariège (France). Son réseau s'étend sur plus de 7 kilomètres. 
Une partie seulement de la grotte accueille des visiteurs touristiques. Le site non aménagé est inscrit depuis 1943. 
La grotte a accueilli la mission Deep Time en mars-avril 2021 : Une expédition menée par l'explorateur Christian Clot et le centre de recherche Human Adaptation Institute : 15 personnes (7 hommes et 6 femmes)  dans la grotte de Lombrives durant 40 jours sans accès au temps ni à la lumière du jour et sans aucun contact extérieur pour des expériences scientifiques inédites.

## Situation et contexte
La grotte de Lombrives s'ouvre à une centaine de mètres au-dessus du niveau du fond de la vallée de l'Ariège, dans le massif du Cap de la Lesse (1 189 m). Ce massif renferme aussi les grottes de Niaux et de Sabart, qui s’ouvrent sur la vallée du Vicdessos. L’ensemble des trois grottes constitue un réseau de galeries qui se développent sur 14 kilomètres.
Aussi appelée, dans le passé, l'antre des Géants ou grotte des Échelles, son exposition au nord-est lui a probablement valu le nom d’Ombreuse (Oumbriouo) puis Ombrive (Jean-Baptiste Noulet, 1882). 
La grotte est caractérisée par des galeries et des salles de très grandes dimensions, des paysages souterrains variés et un riche passé : préhistorique, protohistorique et historique.

## Histoire

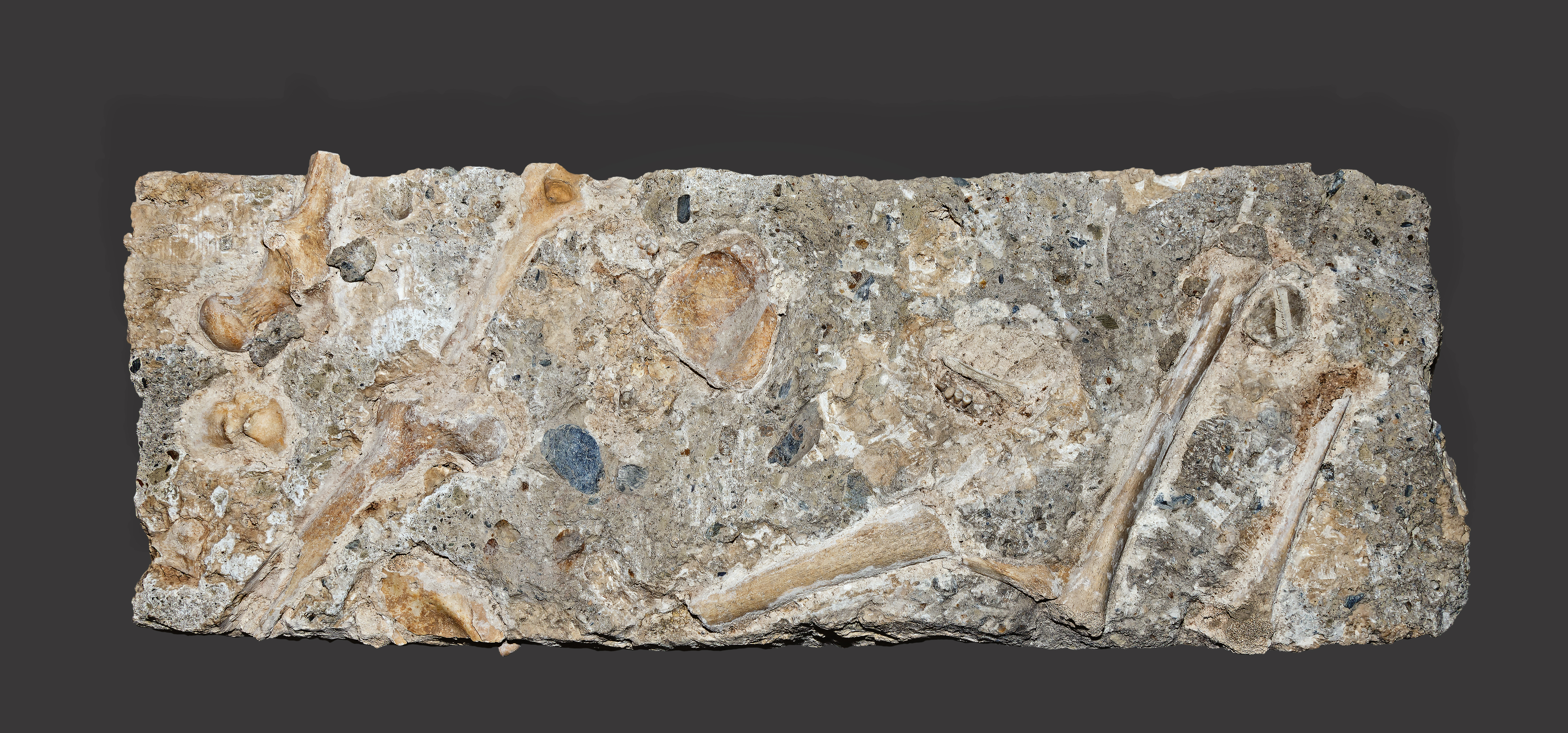
Brèche à ossements (dont Homo sapiens) datant de l'âge du Bronze ; fouilles Noulet, 1882, MHNT.

### Refuge
La grotte sert de refuge pendant des centaines ou des milliers d'années : les groupes humains préhistoriques du Néolithique, des proscrits, des hérétiques, des persécutés, des brigands, des ermites, des lépreux, de simples bergers ainsi que des faux-monnayeurs s'y sont abrités. La grotte aurait servi de refuge à l'évêque cathare Amiel Aicard après la chute du château de Montségur en 1244. Elle abrite des prêtres et des nobles pendant la Révolution française puis des Républicains pendant le Premier Empire.

### Les emmurés de Lombrives
En 1328, plus de 500 Cathares persécutés durant la Croisade des albigeois par la Sainte Inquisition et le roi Louis IX, s’y sont réfugiés. Le cardinal et inquisiteur Jacques Fournier (le futur pape Benoît XII) les fait emmurer vivants.  
L'anecdote semble légendaire. On notera qu'a la date citée, la croisade des albigeois est terminée depuis près d'un siècle et que Louis IX est mort depuis presque 60 ans. En revanche Jacques Fournier est bien cardinal.  
Gilbert Garrigues, dans son article Les Emmurés de Lombrives, relate : « (…) À la grotte de Lombrives… c’est donc avec plaisir et émotion que je trouvais trace du passage de  « Nouste Henric ». En effet, c’est le futur Henri IV, héritier de Béarn et comte de Foix qui, accompagné de ses aides de camp, organisa une cérémonie afin que soient inhumés solennellement et décemment dans les cimetières d’Ussat et de Tarascon les restes de ces malheureux… ». Et il poursuit : « (…) Pourtant nulle date, nul monument dans les nécropoles — d’ailleurs déplacées — de ces cités n’évoque la décision du futur Roi de France. Heureusement que, prévoyant l’inconscience des générations futures, il avait tenu à marquer lui-même son intervention par le graffite suivant, peint à même le rocher : l’historien local qui guidait notre visite, en donne la traduction suivante : Par la Grâce de Dieu, Roi de Navarre et Comte de Foix – 1578 – et de ses aides de camp… ».
D'après André Cauvin, l'histoire des emmurés (ou brûlés) de Lombrives serait douteuse.

## Signatures, signes, graffitis
La cavité est ornée de milliers de signatures et signes ésotériques. Certains datent du XIIe siècle. 

### Henri IV à Lombrives
Une inscription portant la date de 1578 fait mention du roi Henri IV, alors roi de Navarre. Cette inscription, recoupée avec un texte extrait d'un manuscrit conservé par les archives départementales de l'Ariège atteste d'une visite royale. Le premier à révéler ce graffiti situé à quelques mètres avant l'étroit boyau du Pas du Crime est certainement Jean-François Rambaud, ancien conservateur de la bibliothèque de la ville de Foix et inspecteur des monuments historiques de l’Ariège. Il écrit dans ses notes manuscrites des années 1821-1822 : « (…) Lombrives a été visitée à différentes époques par des personnages célèbres. Henri IV est de ce nombre. Ce grand prince ne dédaigna pas de tracer son nom sur une roche unie… ».
M. C. Bergès (directeur de l’école normale de l’Ariège), dans le souffle de J.-F. Rambaud, signale cette inscription en 1839 dans son ouvrage imprimé Lectures morales suivies de la description du département de l’Ariège : « … le temps a respecté le nom d’Henri IV gravé, dit-on, sur une roche unie, de la main même de ce bon Roi… ».
En 1954, Jean-Baptiste Fauré-Lacaussade publie un petit ouvrage intitulé Tarascon-sur-Ariège, le pays des cavernes, dans lequel il relate un épisode historique, longtemps resté une énigme : « En 1578, trois notables de Tarascon, Teynié, Jean de Séré et Jean de Sérou, chefs du mouvement protestant de cette ville, ont écrit leur nom au-dessous de celui du Roi Henri III de Navarre, comte de Foix, qui visita la grotte de Lombrives et y inscrivit : Deus Rex, Roi de Navarre, Comte de Foix 1578 ». L'historien chercheur Robert Felix Vicenté a retrouvé aux archives départementales de Foix le manuscrit du trésorier des consuls de Mars 1578. Les coûts et achats liés à l'épopée de notre Roi à Lombrives y sont méticuleusement notés (gigot aux épices, vin blanc, claret, torche, 6 jeux de cartes à jouet...) . Monsieur Vicenté a fait paraître une publication historique qui retrace cette folle aventure à une époque où les grottes,liées au monde de tenèbres et de la mort  n’étaient pas fréquentées. Sa venue à Lombrives est lié au mythe de Pyrène. Hercule a créé les Pyrénées autour du tombeau de la princesse Pyrène qui se situe dans la grotte de Lombrives afin que personne ne puisse l'approcher.  Henri IV proclamait avoir pour ancêtre mythique Hercule.Il est venu dans Lombrives pour écrire sa propre histoire dans cette grotte légendaire.  Pour Claudine Pailhès aussi (dans Les terres d’Ariège au temps des guerres de religion 1550-1630), le passage du prince s’inscrit dans l’utilisation des mythes dynastiques.
En effet, toute la famille de Navarre se revendiquait Hercule comme leur ancêtre Mythique,ce même Hercule qui avait jadis conquis l’Espagne et qu' Henri IV  repoussera pour sauver la France de l'invasion espagnole.
Holhagaray (préface p. 4) rapporte ainsi ces vers à la gloire du roi :

« (…) Hercule ayant vaincu le triple orgueil d’Hespagne 

Se fist père du roy de ce coin de montagne 

Qui des fils de ses fils a tousjours prins la loy. 

Henry, l’unique effroy de la terre Hesperide,  

Tu ne pourras avoir plus grand ayeul qu’Alcyde,  

Il ne pourroit avoir plus grand neveu que toi. »

Henri de Navarre connaissait évidemment ces légendes qui donnaient à sa famille une origine épique et divine. On se plaît donc à imaginer[style à revoir] que c’est sur les pas de ses ancêtres mythiques qu’il se rendit dans la grotte de Lombrives, ce « roc de Tarascon » dont on disait sans doute déjà, comme on le dit toujours aujourd’hui au visiteur, qu’il abrite le tombeau de Pyrène.

## Premières fouilles
Adolphe Garrigou – historien et père de Félix Garrigou – et l'archiviste départemental Rambaud commencent les fouilles de la grotte de Lombrives dès 1822. Les découvertes de deux crânes humains intacts, ainsi qu'une grande variété d'ossements humains et animaux et de poteries par Félix Garrigou, Jean-Baptiste Rames et Henri Filhol, sont publiées en 1864, bien que des découvertes antérieures aient eu lieu, notamment dans le lieu-dit du « cimetière ».
Jean-Baptiste Noulet poursuit les fouilles de cette grotte en 1882. Ensuite, la grotte est fouillée par Félix Régnault à la fin du XIXe siècle.

## MissionDeep timeen 2021
En mars-avril 2021, la mission scientifique Deep Time est menée au fond de la grotte et dans un contexte caractérisé par 100 % d'humidité et une température de 10 °C. Pendant quarante jours, quinze personnes, volontaires et scientifiques, ont vécu en vase clos en supprimant toute notion temporelle autre que celle de l'horloge circadienne afin de mieux étudier son fonctionnement. Les résultats de l'expérience pourraient avoir des applications principalement pour les groupes vivant confinés ou sans repère temporel géophysiques (voyages spatiaux, colonisation de l'espace, équipage de sous-marin, travailleurs en milieu souterrain, personnes soumises à des contraintes psychologiques, etc.).
Ce concept avait été initié en 1962 par Michel Siffre qui avait passé seul deux mois claustré au fond du gouffre de Scarasson en limite des Alpes-Maritimes et du Piémont, sans repères temporels, sur un glacier, à partir du 17 juillet 1962. Après trois heures de descente, il s'installe à moins 100 mètres sous terre. Il fait environ 3 °C et l'hygrométrie est de 98 %.

## Légendes

### Légende mythologique du tombeau de Pyrène
La cavité renferme le tombeau de la princesse Pyrène. Selon la légende, Hercule, ou Héraclès, demi-dieu et héros célèbre par sa force, son courage et ses nombreux exploits légendaires, serait à l'origine de la création des Pyrénées. Il aurait édifié au fond de la grotte de Lombrives le tombeau de la princesse Pyrène et aurait commencé son œuvre à partir du tombeau.
Après la création de la terre, à l'aube des temps, vivait dans une contrée de hautes montagnes et de profondes vallées une peuplade appelée Bekrydes. Leur souverain, Bebryx, avait établi sa cour dans la plus vaste grotte connue des hommes : Lombrives. Sa fille, belle, jeune et douce, prénommée Pyrène, était courtisée par tous les rois et seigneurs des environs. Mais en vain !
Un jour, venant des bords de la mer Égée, un jeune et bel homme, un héros dénommé Hercule, arriva au pays des Bebrydes. Il fit la connaissance de Pyrène et, fréquemment, ils se retrouvèrent. Par une chaude nuit d'été dans la pénombre étoilée, au milieu de senteurs de mille fleurs, leurs deux corps d'adolescents vécurent frénétiquement le même instant.
Quelque temps après, Hercule fut demandé pour d'autres travaux, un creusement de portes dit-on l'appelait au-delà de ces montagnes. Pyrène restait bien seule tandis que sa taille portait la trace de ces folles amours. Aussi eut-elle peur de se montrer face à tous, face à son père le roi Bebryx, d'affronter la colère du souverain offensé. C'est pourquoi elle décida de fuir loin du royaume des Bebrydes.
Au cours de son chemin, un ours, un terrible ours brun s'approcha d'elle, la griffa, la terrassa, déchira son visage et son corps. Pyrène, de douleur hurla. Hercule, qui entendit l'écho d'une voix agonisante, laissa tomber ses outils et ses travaux et, d'un bond, par-dessus cimes et torrents, accourut pour recueillir dans ses bras sa bien-aimée, morte.
Au cœur de l'endroit le plus grandiose de l'immense grotte de Lombrives, dans une salle ornée de roches dorées, eut lieu une grande cérémonie en présence de tous les hauts dignitaires du royaume des Bekrydes. Hercule lentement prononça ces quelques mots d'adieu : « Afin que ton nom, ma chère Pyrène, soit conservé à jamais par les hommes qui peupleront cette terre, ces montagnes dans lesquelles tu dors pour l'éternité, s'appelleront dorénavant : Les Pyrénées. »

### Trésor cathare - XIIIe siècle
La légende raconte qu'un trésor Cathare aurait été caché dans la grotte en 1244 par des fuyards de l'inquisition.
Un bûcher est érigé sur le Prat dels Cramats (Champ des Brûlés), au pied du versant ouest du pog, près du château de Montségur, le 16 mars 1244.
Plus de deux cents défenseurs et habitantes de la forteresse, considérés comme hérétiques pour refus de renier ou d'abjurer leur croyance, périrent brûlés vifs.
Une stèle a été érigée en 1960 par la société du souvenir et des études cathares.

### Autres légendes
Grottes et cavernes n’ont jamais cessé d’exercer sur les esprits, depuis l’aube des âges, une fascination que de nombreux contes et légendes pyrénéens illustrent.
Comme l’écrit Christian Bernadac, pendant plusieurs siècles « (…) les paysans et même les hommes d’armes refusent de s’aventurer dans les grottes, le domaine du diable et des sorciers (…) ». D’après Élisabeth et René Bodin, Lombrives est certainement, au monde, la grotte où l’on trouve la plus grande concentration de mythes littéraires : (contes, légendes et épopées). La grotte de Lombrives, du moins une grande caverne du pays de Tarascon, cachant des faits mystérieux d’après les rumeurs de l’époque, apparaît dans la littérature dès le XVIe siècle.
La caverne est citée par l’historien des comtes de Foix, Bertrandi Hélie, en 1540, in Historia fuxentium comitatum, : 

« …je crois que c’était cet antre qu’on appelle, l’antre de Tarascon, près de cette ville remarquable dans le pays de Foix ; l’entrée en est très étroite et on y entre avec des échelles, mais lorsqu’on y est parvenu, on y trouve des salles très étendues dont les voûtes sont magnifiques tout ce qu’on voit est merveilleux et inspire l’effroi au premier aspect, et l’on ne s’avance dans ce lieu qu’avec quelques difficulté et non sans crainte, pendant cinq ou six stades , mais ceux qui veulent aller au-delà sont si effrayés qu’ils rétrogradent de suite…(…). On y a trouvé dedans des corps d’hommes qui d’abord semblaient vivants et qui des qu’on les touchaient se réduisaient en poussière. Beaucoup de personnes vont dans ce lieu pour le visiter, c’est d’après leur rapport que nous réjouissons d’avancer ce que nous (…) elle cache des faits mystérieux...».

Le grand poète gascon attaché à la maison du roi de Navarre, Guillaume de Saluste, sieur du Bartas, cite Lombrives – roc de Tarascon – dans les Neuf Muses des Pyrénées 1610 (première édition en 1579).

« VIII — Ce roc cambré par art, par nature, ou par l’âge, 

Ce roc de Tarascon hébergea quelquefois 

Les Geans qui voloyent les montagnes de Foix, 

Dont tant d’os excessifs rendent seur tesmoignage.(…) 

Iadis les fiers brigands du pays-plat bannis, 

Des bourgades chassez, dans les villes punis, 

Auoient tant seulement des grottes pour aziles… »

Ces quatre premiers vers prouvent l’ancienneté de la découverte « d’os excessifs » dans les cavernes de la région de Tarascon et principalement à Lombrives.
Pierre Olhagaray  historiographe du roi de Navarre, parlant des montagnes de Foix, empruntera à du Bartas ces quatre vers (en les altérant) dans son Histoire des comtes de Foix, Béarn, et Navarre – 1609. C’est donc encore sur le roc de Tarascon qu’Olhagaray, d’après du Bartas, appelle l’attention de ses lecteurs pour dire qu’on y trouve des os de géants.

## Visites
Une randonnée contemplative et culturelle de 2 h est proposée au public dans une grotte naturelle et exceptionnelle par son gigantisme et les paysages qu'elle renferme. Les milliers de signatures et signes ésotériques en attestent la richesse protohistorique et historique. Certains visiteurs ont la possibilité de visiter une partie rarement ouverte au grand public (randonnée d'une demi-journée). https://www.grottedelombrives.com/